# Arboretum de Meilahti
L'arboretum de Meilahti (finnois : Meilahden puistoarboretum) est un arboretum du quartier de Meilahti à Helsinki en Finlande.
Il est situé entre Tamminiemi et le musée de plein air de Seurasaari.

## Présentation
Dans l'ancien domaine du manoir de Meilahti, entre les rues Johannesbergintie et Meilahdentie, dans une vallée située entre trois falaises, se trouve un parc planté de nombreuses espèces d'arbres sur 3 hectares.
L'Arboretum, créé en 1967, présente plus de 140 espèces d'arbres et d'arbustes et une centaine d'arbustes. 
Les arbres et les arbustes ont des plaques d'identification précises. 
Le parc est l'un des trois arboretums d'Helsinki, avec l'arboretum de Viikki et l'arboretum de Niskala.
On y trouve aussi le café de Tamminiementie, le restaurant Villa Angelica et le  musée Urho Kekkonen .

## Galerie

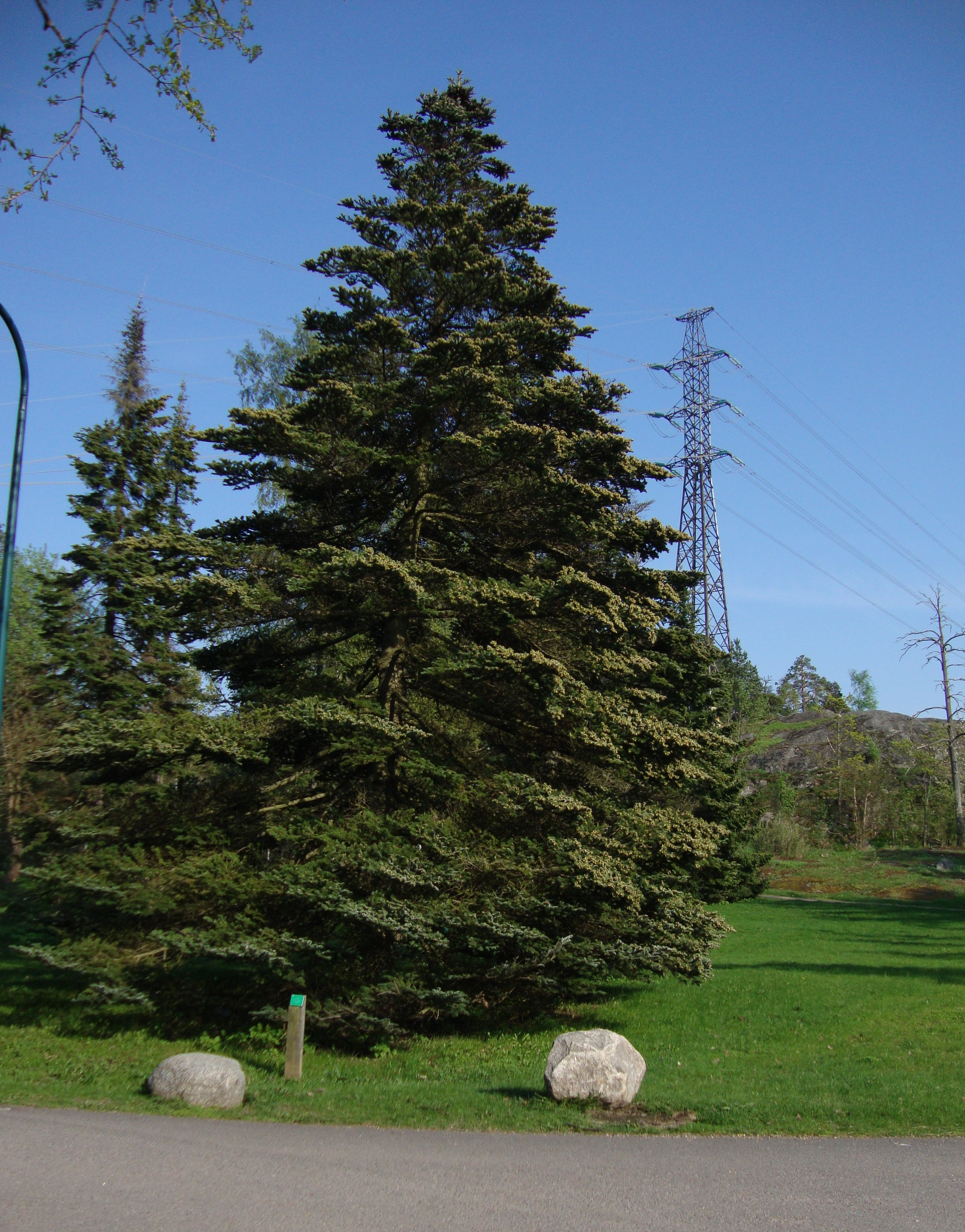
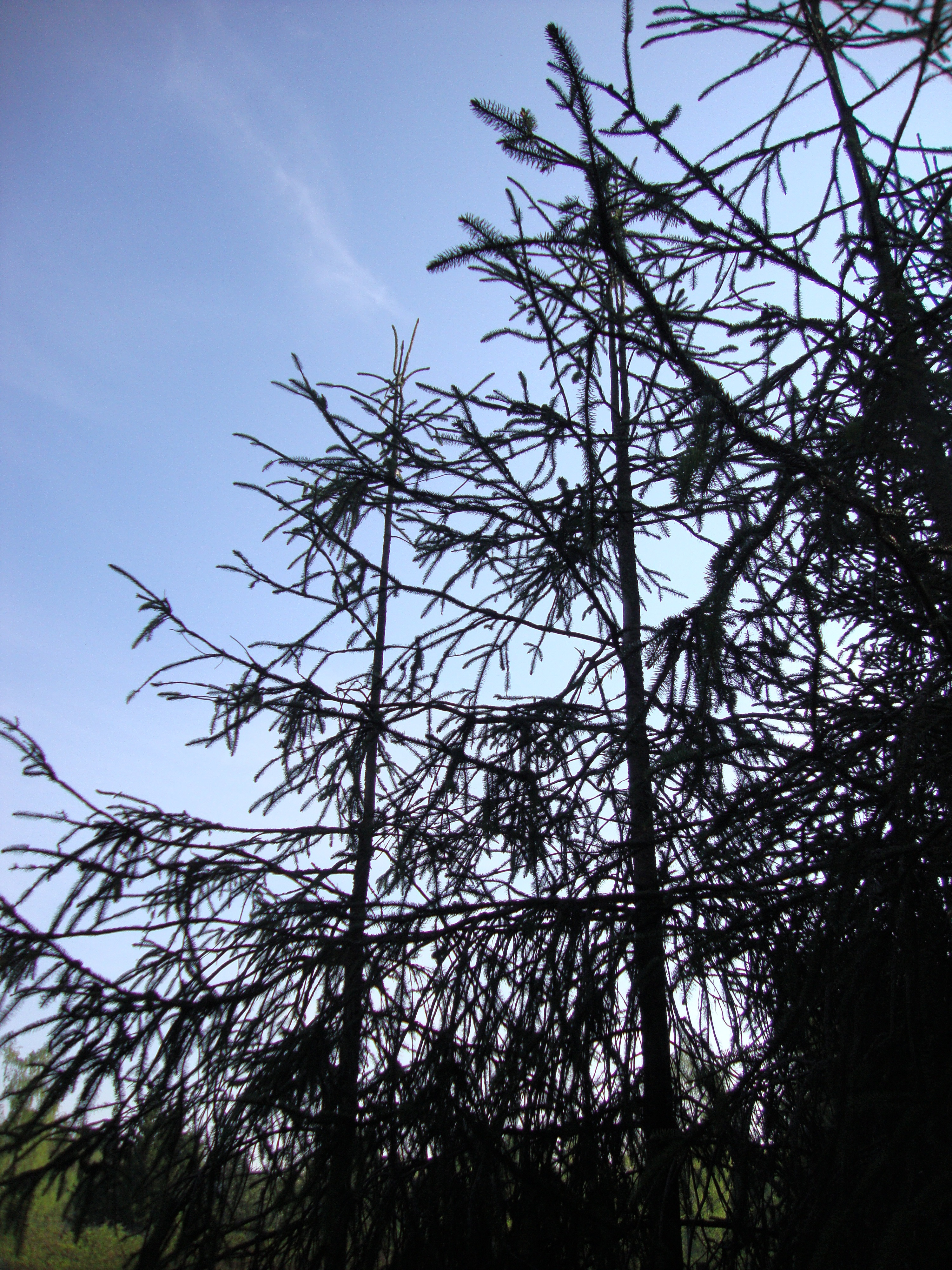
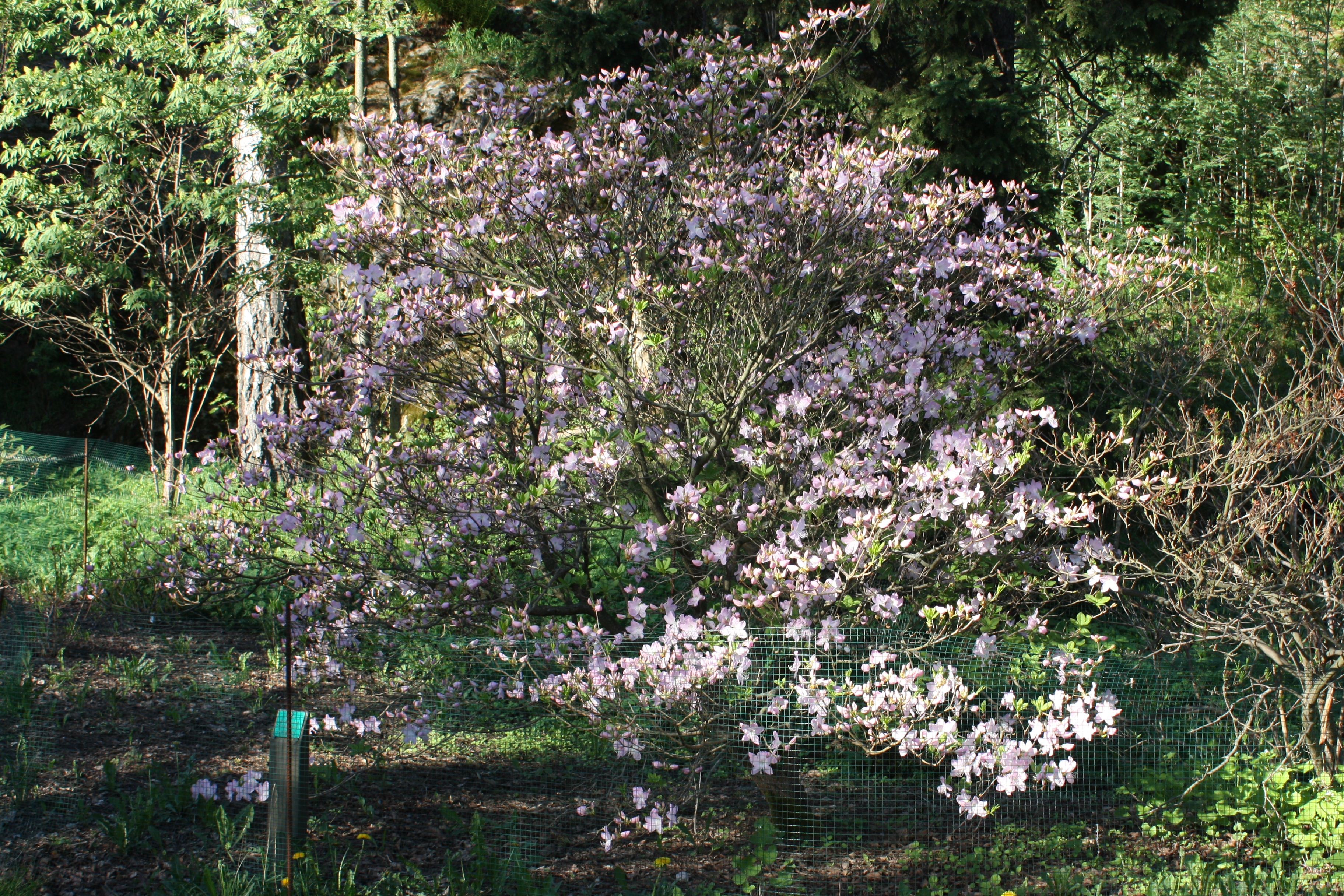
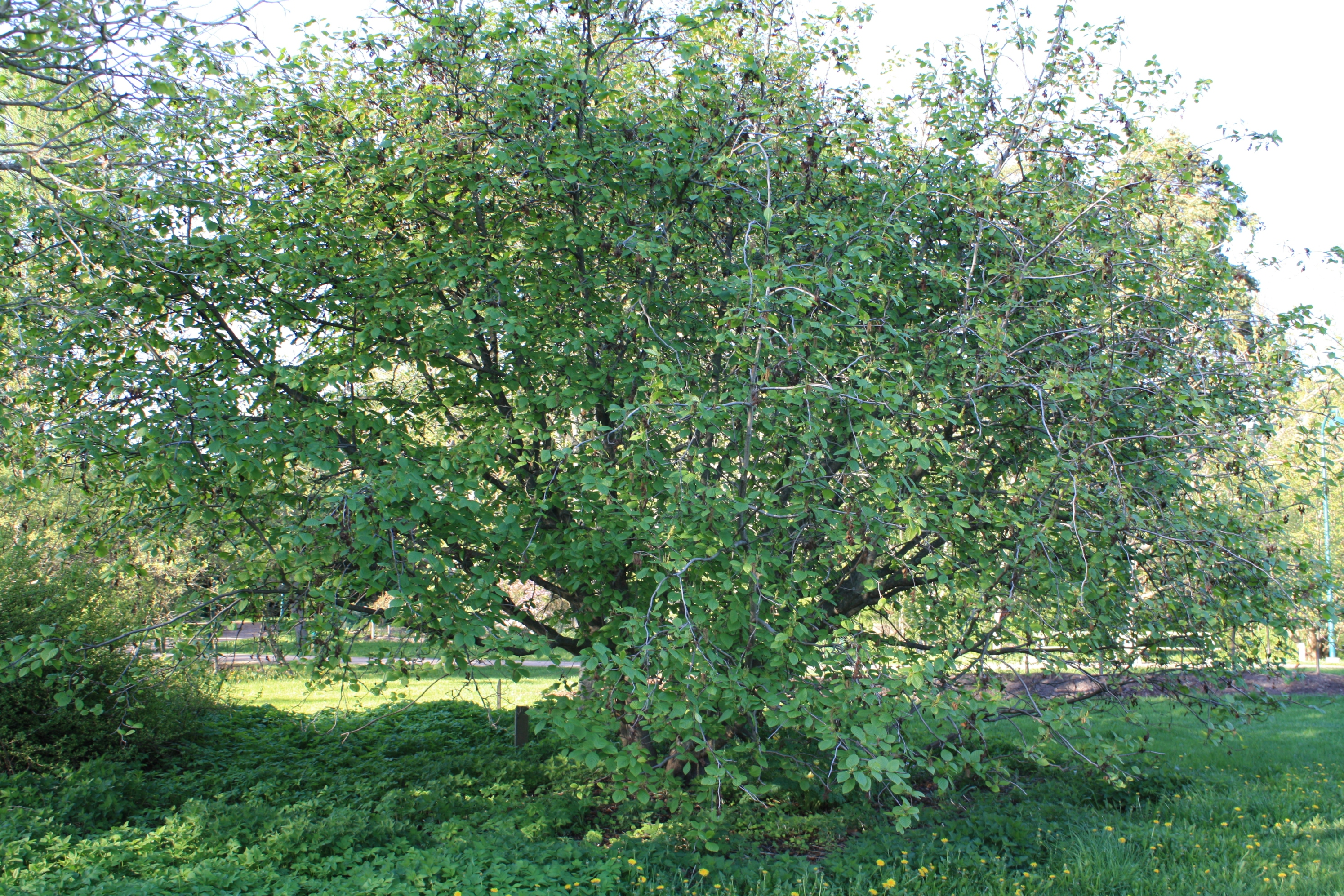